# Districten van Gambia

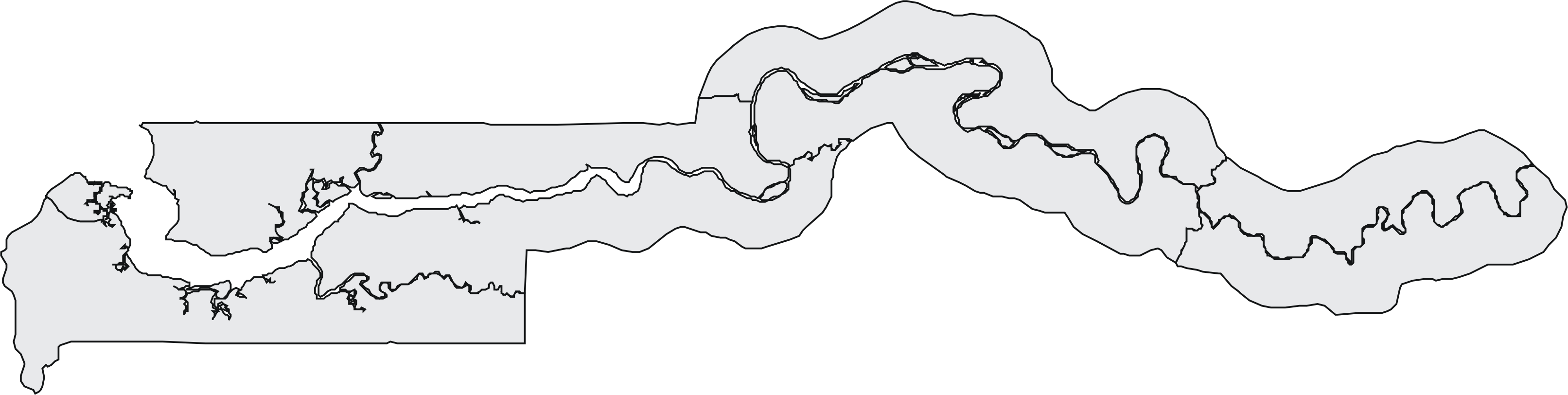
De divisies van Gambia.

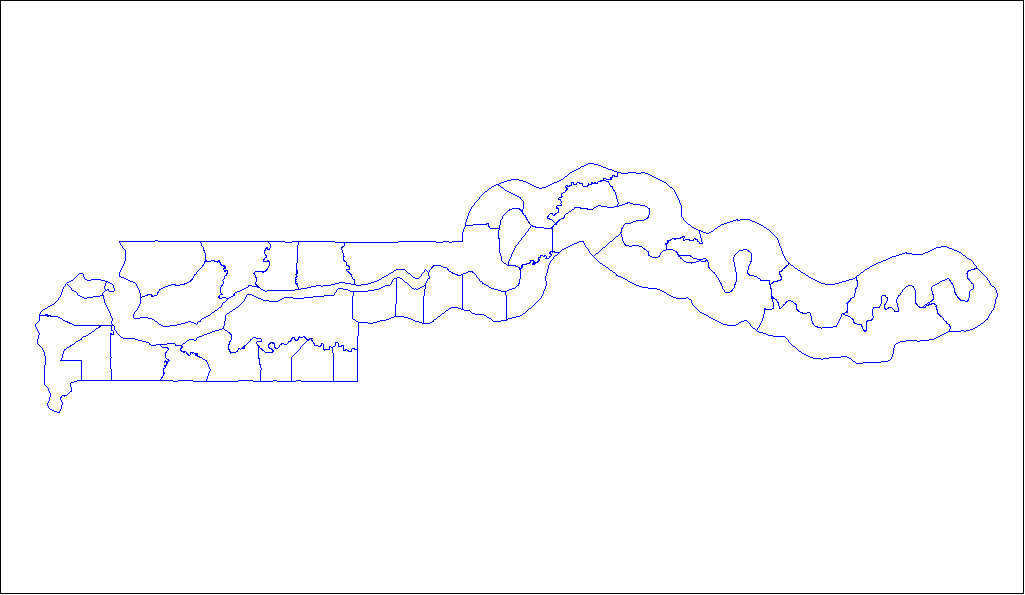
De districten van Gambia.

De vijf divisies en één onafhankelijke stad van Gambia
zijn opgedeeld in acht LGA's (local government areas) en verder in 37
districten. Deze staan hieronder alfabetisch gegroepeerd per stad/divisie.

## Banjul
- Banjul
- Kanifing

## Divisies

### Central River
- Fulladu West
- Janjanbureh
- Lower Saloum

- Niamina Dankunku
- Niamina East
- Niamina West

- Niani
- Nianija

- Sami
- Upper Saloum

### Lower River
- Jarra Central
- Jarra East

- Jarra West
- Kiang Central

- Kiang East
- Kiang West

### North Bank
- Central Baddibu
- Jokadu

- Lower Baddibu
- Lower Niumi

- Upper Baddibu
- Upper Niumi

### Upper River
- Fulladu East
- Kantora

- Sandu
- Wuli

### Western
- Foni Bintang-Karenai
- Foni Bondali
- Foni Brefet

- Foni Jarrol
- Foni Kansala
- Kombo Central

- Kombo East
- Kombo North/Saint Mary
- Kombo South